# Малышево (Ковровский район)
Ма́лышево — село в Ковровском районе Владимирской области России, входит в состав Малыгинского сельского поселения.

## География
Село расположено на берегу реки Уводи (приток Клязьмы) в 4 км на северо-запад от центра поселения — деревни Ручей; в 8 км на северо-запад от районного центра — города Коврова.

## История

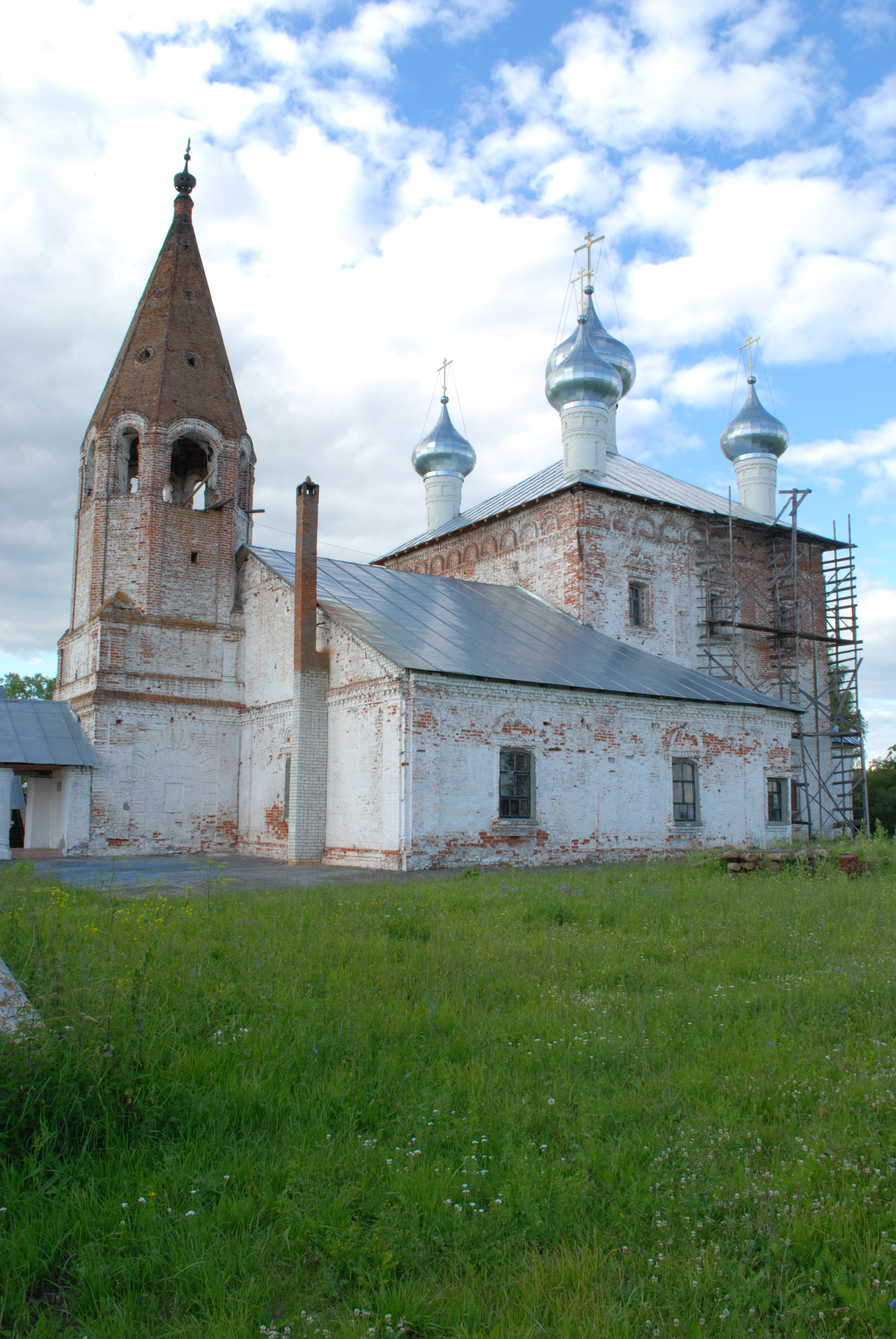
Казанская церковь в Малышеве

На территории нынешнего села Малышево в середине XIX века находились три населённых пункта: деревни Малышево и Самгина и погост Плесец. Наиболее старым, известным с середины XVI столетия является село (погост) Плесец. Царь Иван Грозный в 1561 году передал эту вотчину нижегородскому Печерскому Вознесенскому монастырю. Позднейшие документы подтверждают принадлежность Плесца нижегородской обители, в вотчине которой село находилось до 1764 года.
Описные книги Владимирского уезда Боголюбского стана 1621 года описывали деревянный храм с престолом во имя «Великого чудотворца Николы». Позднее в селе появилась ещё одна деревянная церковь — во второй половине XVII века, кроме уже бывшего к тому времени холодного Никольского храма, в Плесце выстроили тёплую церковь в честь Казанской иконы Божией Матери об одной главе. Крыша храма была тесовая, а стены утеплены мхом. Никольская же церковь настолько обветшала, что в 1698 году прихожанами построена новая деревянная с прежним наименованием. Полуразрушенная старая церковь в честь чудотворца Николая так и осталась стоять, постепенно разрушаясь. К концу XVIII века в Плесце было задумано выстроить каменную церковь. К тому времени в ковровском крае уже стояли или строились около 20 каменных храмов — совсем немного среди общего числа церквей. Было получено разрешение на возведение от епархиального начальства, в 1791 году был заложен первый кирпич, а в 1798 году каменный храм с холодной церковью, тёплым приделом и оградой был построен. Шатровую колокольню увенчала маленькая маковка, а на холодной церкви их было пять. Навес паперти, примыкающей к колокольне, удерживали два массивных каменных столба. Главный престол новой церкви освятили в честь Казанской иконы Божией Матери. Приделы освятили в честь святых апостолов Петра и Павла и в память о первой сельской церкви — в честь святителя и чудотворца Николая.
В конце XIX — начале XX века деревня Малышево являлось центром Малышевской волости Ковровского уезда.
При советской власти церковь в честь Казанской иконы Божией Матери после откровенного грабежа закрыли, следуя постановлению Ивановского облисполкома от 5 марта 1940 года, и осквернили: в холодной церкви и просторном приделе разместили склад. Потом церковь забросили.
В годы советской власти село Малышево являлось центром Малышевского сельсовета, позднее вплоть до 2005 года село входило в состав Ручьёвского сельсовета (с 1998 года — сельского округа).
В 1974 году в состав села включена ликвидированная деревня Самгина.

## Население
Село Малышево
| 1859 | 1926 |
| ---- | ---- |
| 306  | 253  |

Деревня Самгино
| 1859 | 1926 |
| ---- | ---- |
| 338  | 256  |

Погост Плесец (1859) — 41 чел.
| 1859 | 1905 | 1926 | 2002 | 2010 | 2021 |
| ---- | ---- | ---- | ---- | ---- | ---- |
| 306  | ↘240 | ↗253 | ↘69  | ↗74  | ↗186 |

## Достопримечательности
В селе находится церковь Казанской иконы Божией Матери (1798).